# كولن سيلي
كولن سيلي (بالإنجليزية: Colin Seeley)‏ هو مهندس بريطاني، ولد في 2 يناير 1936 في كرايفورد ‏ في المملكة المتحدة.